# 图林根地区布吕恩
图林根地区布吕恩（德語：Brünn/Thür.），通称布吕恩，是德国图林根州的市镇，隶属于希尔德布格豪森县。总面积为6.1平方千米，截至2023年12月31日总人口为420人。